# Antônio Silvino
Manoel Baptista de Moraes, conhecido como Antônio Silvino (Afogados da Ingazeira, 21 de março de 1872 — Campina Grande, 30 de julho de 1944), foi um cangaceiro brasileiro.

## Biografia

### Nascimento

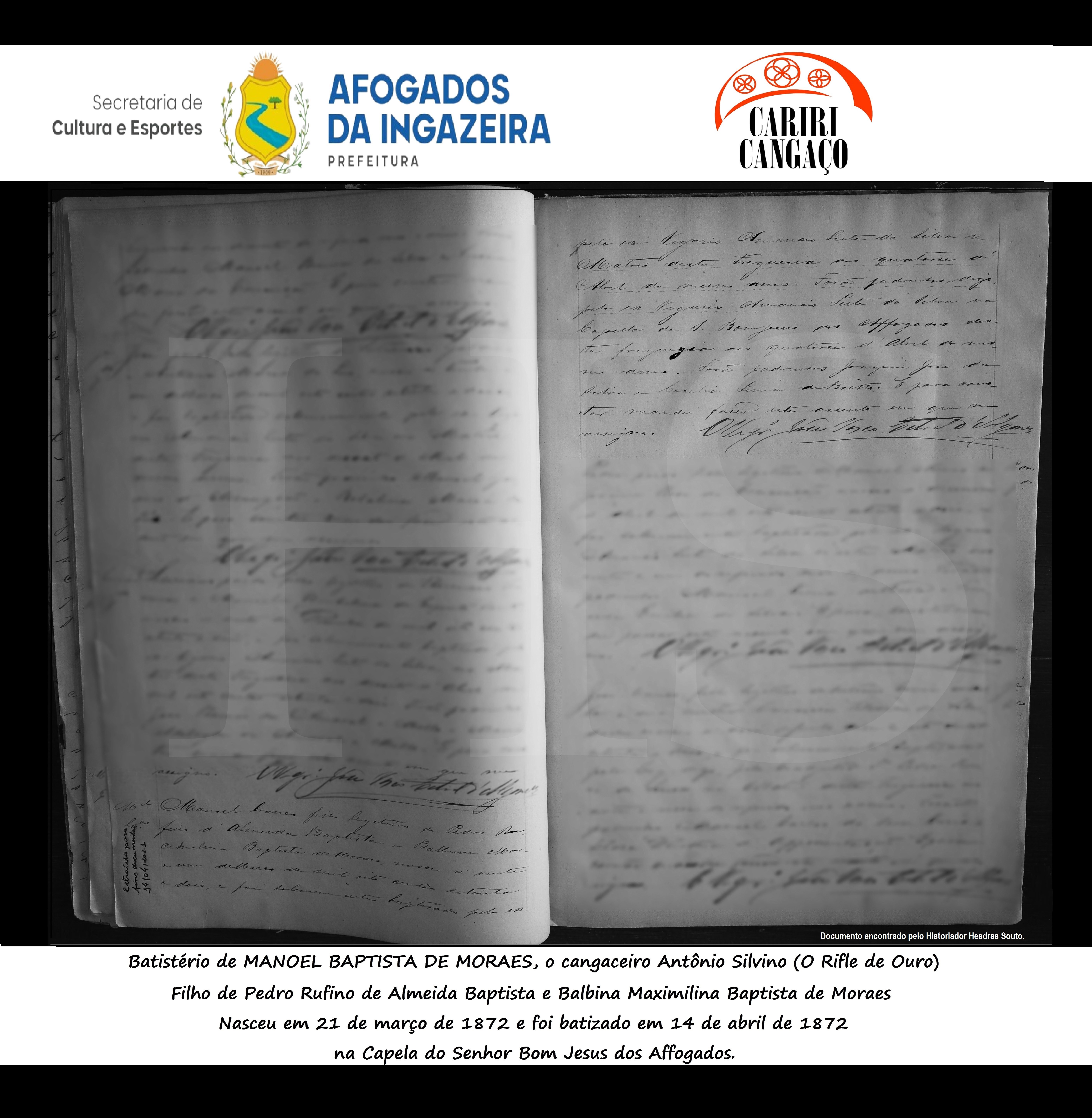
Certidão de Batismo do cangaceiro Antônio Silvino;

Nasceu na antiga Fazenda Colônia (Atualmente o local localiza-se no município de Carnaíba - PE). Era filho de Pedro Rufino de Almeida Baptista (Batistão) e Balbina Maximilina Pereira de Moraes. Foi batizado na antiga Capela do Senhor Bom Jesus dos Affogados, na antiga "Freguesia da Ingazeira", no dia 14 de abril de 1872. (Hoje essa capela é a Catedral da cidade de Afogados da Ingazeira) .   
Recentemente, seu bastistério foi apresentado ao público pela primeira vez por um pesquisador e historiador do Pajeú chamado Hesdras Souto, durante um evento de nome Cariri Cangaço, ocorrido na cidade de Afogados da Ingazeira.
No batistério de Antônio Silvino consta como seus padrinhos Joaquim José da Silva e Cecília Lima de Britto. Foi batizado pelo Vigário da Ingazeira Padre Amâncio Leite da Silva.  

### Ingresso no Cangaço

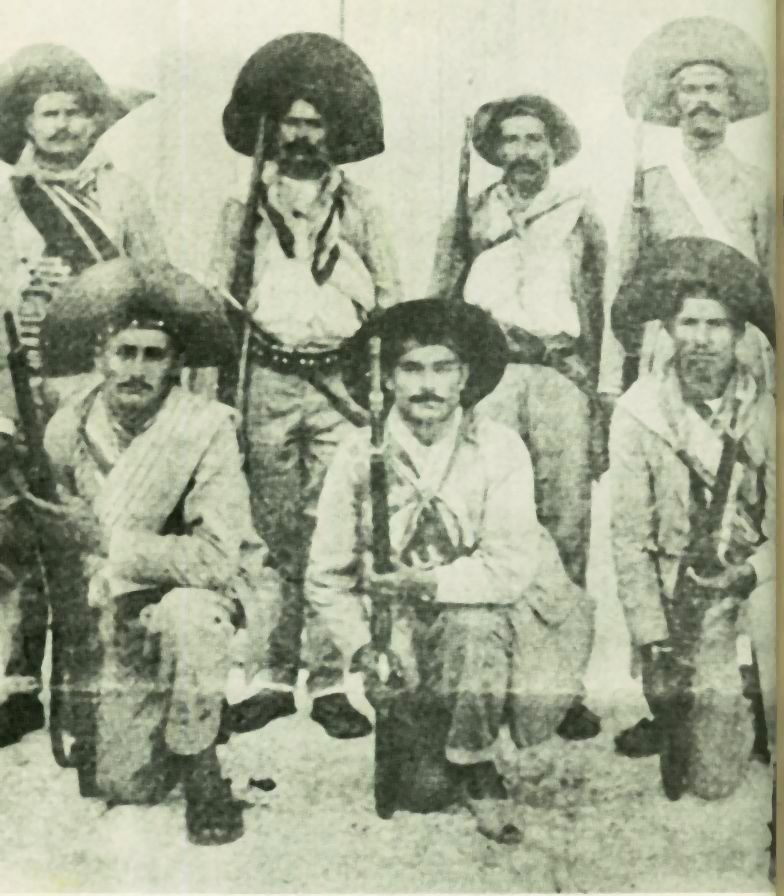
Bando de Silvino. Antônio Silvino está em pé, o segundo à esquerda.

Apelidado de Batistinha ou Nezinho, inicia-se no cangaço em 1896, juntamente ao irmão Zeferino, após o assassinato do pai, "Batistão do Pajeú", durante uma feira em Afogados da Ingazeira, por Desidério Ramos.
Adota o nome de guerra de Antônio Silvino, em homenagem ao tio, Silvino Aires Cavalcanti de Albuquerque, cangaceiro que acolheu o sobrinho após o assassinato do pai por brigas de terras. Por outros, é apelidado de "Rifle de Ouro". 
Conforme a pesquisadora da Fundaj, Semira Adler Vainsencher, ele representou, um muito antes de Lampião, o mais famoso chefe de cangaço, substituindo cangaceiros célebres tais como Jesuíno Brilhante, Adolfo Meia-Noite, Preto, Moita Brava, o tio Silvino Aires.
Entre seus atos, arrancou trilhos, prendeu funcionários, e sequestrou engenheiros da Great Western, que implantava o sistema ferroviário na Paraíba e Pernambuco, e desapropriou parte das terras da sua família sem indenização.
Nesse estado, um dos seus maiores perseguidores, nos primeiros anos do Séc. XX, foi o alferes Joaquim Henriques de Araújo, que mais tarde viria a ser Comandante da Polícia Militar paraibana. Em Pernambuco, uma década depois, foi perseguido pelo alferes Teófanes Ferraz Torres, delegado do município de Taquaritinga, que finalmente o prendeu em fins de novembro de 1914, no governo do general Dantas Barreto.

### Prisão
Tornando-se o prisioneiro número 1122, da cela 35, do Raio Leste da antiga Casa de Detenção do Recife, teve comportamento exemplar. Em 1937, é libertado através de um indulto do presidente Getúlio Vargas.

### Morte
Faleceu em Campina Grande, em casa de uma prima, em 30 de julho de 1944.

## Representações na cultura popular
Literatura
No que diz respeito à obra de José Lins do Rego, Antônio Silvino aparece como figura marcante nos romances Pedra Bonita (1938) e Cangaceiros (1953), bem como em Menino de Engenho (1932), Fogo Morto (1943) e no relato biográfico Meus Verdes Anos (1956). 
Graciliano Ramos, que visitou o bandoleiro na cadeia, pondera sobre a visão estereotipada que se tem dos bandidos, sobre a altivez daquele antigo comandante de sertanejos anônimos, e sobre a experiência do cárcere, pela qual também passou. Esse encontro foi relatado no periódico O Jornal, do Rio de Janeiro, em 11 de setembro de 1938, e postumamente no livro Viventes das Alagoas (1962).
Literatura de cordel
Antônio Silvino foi tema de poesias de cordel, como "Antonio Silvino, o Rei dos Cangaceiros" de Leandro Gomes de Barros.
Música
É um dos cangaceiros mais próximos do que seria o "bandido social" e por isso foi citado por Ariano Suassuna na canção composta por ele, Capiba e Ascenso Ferreira, "São os do Norte que vem".